# Liste des épisodes de Ma famille d'abord

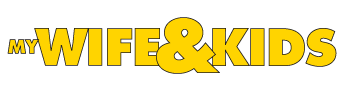
Logo original de la série.

Cet article présente la liste des épisodes de la série télévisée Ma famille d'abord (My Wife and Kids).

## Première saison (2001)
1. Un papa en or (Pilot)
2. La vérité blesse (The Truth Hurts)
3. Panne d'inspiration (Grassy Knoll)
4. Des seins animés (Of Breasts and Basketball)
5. La Bosse des maths (Making the Grade)
6. Cours particulier (Working It)
7. Jeux de mains, jeux de vilains (Snapping and Sniffing)
8. C'est du chinois ! (He Said, She Said)
9. Mauvaise Habitude (Breaking Up and Breaking It)
10. Un peu de romantisme... (A Little Romance)
11. Michael se fait des cheveux (Hair Today, Gone Tomorrow)

## Deuxième saison (2001-2002)
1. Dur dur d'être maman !, première partie (Mom's Away - Part 1)
2. Dur dur d'être maman !, deuxième partie (Mom's Away - Part 2)
3. La Loi de la jungle (No Rules)
4. Père et Impairs (Perfect Dad)
5. Bonjour, rondeurs ! (Thru Thick and Thin)
6. Telle est prise qui croyait prendre (He Heard, She Heard)
7. Jardin secret (Michael's Garden)
8. Punition au citron (Let Them Eat Pie)
9. Mère au foyer (Jay Gets Fired)
10. Souriez, vous êtes filmés ! (The Whole World is Watching)
11. Voisins voyeurs (Letting Go)
12. Les affaires sont les affaires (Learning to Earn It)
13. Le Démon du jeu (Quality Time)
14. Dehors ! (Get Out)
15. Un voyage d'enfer (Road Trip)
16. Une table pour deux de trop, première partie (Table for Too Many - Part 1)
17. Une table pour deux de trop, deuxième partie (Table for Too Many - Part 2)
18. Surveillance rapprochée (Double Date)
19. Famille modèle (Failure to Communicate)
20. L'Œil au beurre noir (Papa Said Knock You Out)
21. Goal !!! (Return of the Wall)
22. Pieds et poings liés (Working Relationship)
23. Graine de génie (Jr. Kyle, Boy Genius)
24. Mauvais Joueur (Back Story)
25. Nouveau Look (Make Over)
26. Bowling (The Bowling Show)
27. Permis de conduire (Jr. Gets His License)
28. Anniversaire de mariage, première partie (Anniversary - Part 1)
29. Anniversaire de mariage, deuxième partie (Anniversary - Part 2)

## Troisième saison (2002-2003)
1. Tous à Hawaï !, première partie (The Kyles Go to Hawaii - Part 1)
2. Tous à Hawaï !, deuxième partie (The Kyles Go to Hawaii - Part 2)
3. Tous à Hawaï !, troisième partie (The Kyles Go to Hawaii - Part 3)
4. Ô Samba ! (Samba Story)
5. Plein les yeux ! (Diary of a Mad Teen)
6. Le Petit Ami idéal (Claire's New Boyfriend)
7. Roméo et Janet (Crouching Mother, Hidden Father)
8. Chamailleries (Fighting Kyles)
9. La Guerre des belles-sœurs (Sister Story)
10. Les Amours de Junior (Jr.'s Dating Dilemma)
11. L'Artiste (Jay the Artist)
12. Comme sur des roulettes (Chair Man of the Board)
13. Problème de communication (Open Your Heart)
14. La Veillée indienne (Michael's Tribe)
15. Panne de courant (Blackout)
16. L'Homme de l'année (Man of the Year)
17. Quand le chat n'est pas là..., première partie (Jr.'s Risky Business - Part 1)
18. Quand le chat n'est pas là..., deuxième partie (Jr.'s Risky Business - Part 2)
19. Levez la main droite et... Fuyez ! (Jury Duty)
20. Tribunal de famille (Here Comes Da Judge)
21. Ça roule pour Claire (Claire's Permit)
22. Jalousie (Sharon's Picture)
23. Zen, restons Zen (Tee for Too Many)
24. La Première Fois (The Big Bang Theory)
25. Petite leçon d'humilité (Not So Hostile Takeover)
26. Tu seras un homme, mon fils, première partie (Graduation - Part 1)
27. Tu seras un homme, mon fils, deuxième partie (Graduation - Part 2)

## Quatrième saison (2003-2004)
1. Au boulot ! (From Dummy to Daddy)
2. Che veux que ça repousse ! (Sweet Hairafter)
3. Le Fils du patron (Jr. Executive)
4. La Psy au logis (Jay Goes to School)
5. La Phalange du singe (Meet the Parents) (Arrivée des parents de Vanessa : Calvin et Jasmine)
6. Dur dur d'être papa (He's Having a Baby)
7. Larry, un ami qui vous veut du bien (Funeral)
8. Marathon raté (Marathon)
9. Layette rose ou bleue ? (Ultrasound)
10. Les fauves sont lâchés (While Out)
11. Un bœuf plutôt vache (Michael's Band)
12. Instinct animal (Lady Is Not a Tramp)
13. Des souris et un homme (Of Mice and Man)
14. Cuisine et Indépendance (Moving On Out)
15. La Guerre des barres (Candy Wars)
16. À vendre (Jr. Sells His Car)
17. À cadeau, cadeau et demi (Anniversary Present)
18. Sourira bien qui sourira le dernier (Illegal Smile)
19. Un virus parmi nous (Outbreak Monkey) (Apparition de LeBron James)
20. Enfin seuls, première partie (Empty Nest - Part 1)
21. Enfin seuls, deuxième partie (Empty Nest - Part 2) (Apparition de Lou Rawls)
22. L'Envahisseur (Calvin Comes To Stay)
23. Le Cri du bacon (Calvin Goes to Work)
24. Une soirée romantique (Romantic Night)
25. Réalisateur malgré lui (Director)
26. Une nounou trop d'enfer (Maid)
27. À deux doigts de la gloire (Hand Model)
28. Soirée jeux (What Do You Know?)
29. Le Bébé, première partie (Baby - Part 1)
30. Le Bébé, deuxième partie (Baby - Part 2) (Naissance du fils de Junior et Vanessa : Michael Richard Kyle Junior Junior)

## Cinquième saison (2004-2005)
1. Hélas Vegas, première partie (Fantasy Camp - Part 1) (Apparitions de Wayne Newton)
2. Hélas Vegas, deuxième partie (Fantasy Camp - Part 2) (Apparitions de Michael Jordan et de Robert L. Shapiro)
3. Recalé (Resolutions)
4. Le Roi de la piste (Class Reunion)
5. Un idiot pas si bête (The Fellowship of the Baby)
6. La Nuit du poker (Poker Face)
7. Kara... Toqué (The Proposal)
8. Le Combat des chefs (Restaurant Wars)
9. La Guerre du rap (The Return of Bobby Shaw) (Apparitions de Kool Moe Dee, Flavor Flav, Special Ed et MC Lyte)
10. Un mariage presque parfait (The Wedding)
11. Bouyachaka ! (They Call Me El Foosay)
12. D'amour et de blagues fraîches (Careful What You Wish For)
13. Une mauvaise note (Study Buddy)
14. Chérinettes Chéries (Sweetheart's Day)
15. Le silence est d'or (Silence is Golden)
16. Décompression : Impossible, première partie (Bahamas - Part 1)
17. Décompression : Impossible, deuxième partie (Bahamas - Part 2)
18. Les Dégâts des gars (The Remodel)
19. Gym Naze ! (Michael Joins a Gym)
20. Dans l'œil du typhon (Celibacy)
21. Ta famille d'abord (Jr's Cartoon)
22. La Grande conspiration (Michael's Sandwich)
23. Psycho...rreur (Graduation Day)
24. Vive la retraite ! (Michael Sells the Business)
25. Capitaine Michael Kirk (RV Dreams)
26. Pour l'amour de ma vie (The 'V' Story)